# 圣安托万-屈蒙
圣安托万-屈蒙（法語：Saint-Antoine-Cumond，法語發音：[sɛ̃.t‿ɑ̃twan kymɔ̃]）是法国多尔多涅省的一个旧市镇，属于佩里格区。2017年，圣安托万-屈蒙与邻近的2个市镇合并为新市镇佩里戈尔地区圣普里瓦。

## 地理
圣安托万-屈蒙（45°15'23"N, 0°11'55"E）面积12.14 平方千米，位于法国新阿基坦大区多爾多涅省，该省份为法国西南部内陆省份，是法國本土面积第三大的省，大致对应佩里戈尔地区，北起顺时针与夏朗德省、上维埃纳省、科雷兹省、洛特省、洛特-加龙省、吉倫特省和滨海夏朗德省接壤。
与圣安托万-屈蒙接壤的市镇（或旧市镇、城区）包括：拉普拉德、小贝尔萨克、费斯塔朗、圣普里瓦德普雷、博讷、德罗讷河畔欧布泰尔。
圣安托万-屈蒙的时区为UTC+01:00、UTC+02:00（夏令时）。

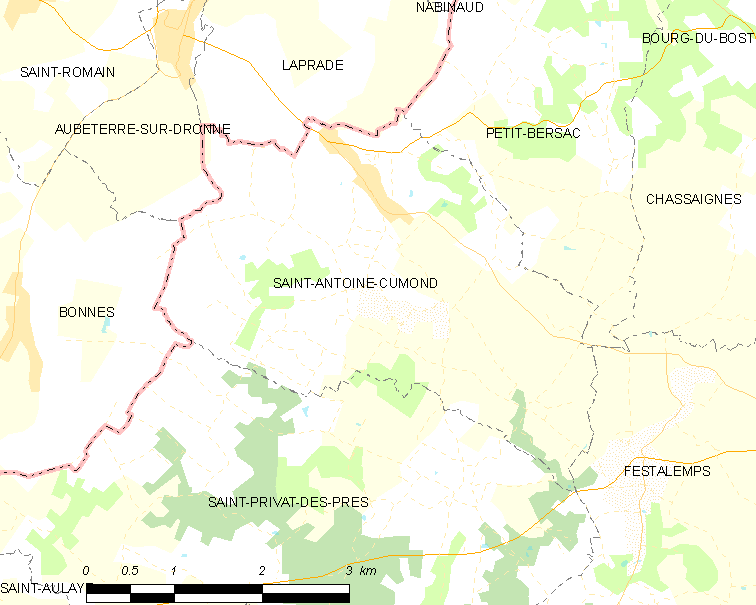
圣安托万-屈蒙的OSM定位图

## 行政
圣安托万-屈蒙的邮政编码为24410，INSEE市镇编码为24368。

## 政治
圣安托万-屈蒙所属的省级选区为蒙蓬-梅内斯泰罗勒县。

## 人口

1962-2008年间圣安托万-屈蒙人口变化图示

圣安托万-屈蒙于2018年1月1日时的人口数量为342人。